# Johann Adam Schall von Bell
Johann Adam Schall von Bell (chinois simplifié : 汤若望 ; chinois traditionnel : 湯若望 ; pinyin : Tāng Ruòwàng) (1er mai 1592 - 15 août 1666) était un jésuite allemand, astronome, missionnaire en Chine.

## Biographie
Né de parents nobles à Lüftelberg près de Cologne il étudie chez les Jésuites avant de rejoindre la Compagnie de Jésus à Rome en 1611. Alors qu'il fait sa théologie au Collegium Germanicum et Hungaricum il demande à partir pour la Chine. Ses supérieurs donnent leur accord. Il s'embarque en 1618 depuis Lisbonne et atteint Macao en 1619. Sur le même bateau voyagent avec lui Johann Schreck et Giacomo Rho ainsi que d'autres jésuites, tous sélectionnés pour leurs connaissances en science et destinés à servir à la cour impériale de Chine.
Il arrive à Pékin en 1623 et se met au service d'un des secrétaires de l'Empereur Xu Guangqi par ailleurs converti au catholicisme. La mission confiée à Johann Adam Schall von Bell par la cour impériale est de travailler à la réforme du calendrier chinois. Après un an de travail le nouveau calendrier est approuvé par l'Empereur Chongzhen en 1634. En 1638 il devient astronome officiel à la cour. En même temps qu'astronome, Schall œuvre à l'évangélisation de la cour impériale. Il obtient quelques succès puisqu'il baptise un certain nombre de ses membres dont l'influent Pang Tianshou.
Malgré la chute de la dynastie Ming à la suite des invasions des Mandchous il parvient à sauver son poste. Il est nommé en 1644 directeur du "Tribunal des mathématiques" et son calendrier est officiellement adopté par la nouvelle dynastie Quing l'année suivante. Entre 1644 et 1660 il travaille à la publication en chinois de douzaines d'ouvrages sur l'astronomie et l'élaboration des calendriers. Comme son ami Ferdinand Verbiest qui lui succèdera et d'autres Jésuites, ils sont d'excellents astronomes et mathématiciens, ce qui leur permet de contribuer à une réelle coopération scientifique et de stimuler les recherches chinoises en mathémathiques, en astronomie et en philologie (kaoshengxue). L'Empereur le remercie en le nommant mandarin de premier rang, une telle faveur n'est pas sans créer jalousies (y compris parmi plusieurs de ses confrères jésuites) et hostilités.
En 1664, alors même qu'il est malade il est publiquement accusé par Yang Guangxian (en) et un astronome musulman, d'avoir volontairement mal calculé le temps et le lieu d'un enterrement, et ainsi d'avoir contribué à la mort précoce de l'Empereur Consort Donggo (en). Schall von Bell et d'autres jésuites, Ferdinand Verbiest inclus, sont emprisonnés et condamnés à mort. Cependant, après un tremblement de terre (non prévu mais perçu par les Chinois comme un jugement du ciel en faveur des jésuites!), les Jésuites sont libérés et la sentence n'est pas exécutée. Schall von Bell meurt dans un délai d'un an après sa libération en raison de sa mauvaise situation de santé causée par les conditions de son emprisonnement. Il est enterré au cimetière Zhalan de Pékin.
Il ne sera entièrement réhabilité qu'en 1670 par l'Empereur Kangxi.

## Liens
- (en) Joseph Brucker. The Catholic Encyclopedia, 1912, Robert Appleton Company.
- (en) « Johann Adam Schall von Bell », dans Encyclopædia Britannica [détail de l’édition], 1911 (lire sur Wikisource).
- (de) Alfons Väth SJ. Johann Adam Schall von Bell SJ : Missionar in China, kaiserlicher Astronom und Ratgeber am Hofe von Peking 1592-1666, 1991, Steyler Verlag Nettetal.